# IEEE Centennial Medal
IEEE Centennial Medal var en medalje præge og tildelt i 1984 for at fejre 100 året for grundlæggelsen af IEEE i 1884. 
Medaljens avers viser 1884 skrevet med kalligrafi og 1984 i en LCD-font. Bagsiden viser et kort over verden og navnet på modtageren.
IEEE Millennium Medal var en ligende medalje, der blev tildelt for at fejre det 3. årtusinde.